# Telefo (Euripide)
Telefo (in greco antico: Τήλεφος?, Tḕlephos) è una tragedia di Euripide oggi perduta, ad eccezione di 42 frammenti sopravvissuti. Fu rappresentato alle Grandi Dionisie, ottenendo il secondo posto all'interno della tetralogia composta da Cretesi, Alcmeone a Psofide e Alcesti, come riportato dalla hypothesis di quest'ultimo dramma, l'unico pervenuto integro.

## Trama
Telefo entra travestito da mendicante. In un monologo espositivo spiega come, sebbene nato greco, fosse re di Misia e vi regnasse fino all'invasione degli Achei. Continua, poi, a spiegare come i greci arrivarono in Misia nel loro tentativo di raggiungere Troia, del successo della resistenza dei Misi e della ferita subita per mano di Achille; l'oracolo che gli era stato dato riguardo alla sua guarigione; e, infine, il piano che ha escogitato: ha lasciato le sue prerogative reali (a che servono? La sorte di un povero sano è migliore di quella di un ricco malato) ed è giunto ad Argo, travestendosi da mendicante.
Clitennestra entra (dal palazzo), accompagnata da una nutrice, portando il piccolo Oreste ed è in procinto di fare un sacrificio. Telefo le si avvicina e chiede aiuto; spiega, in risposta alle sue domande, di essere un veterano greco, ferito nel raid in Misiaː la regina gli offre incoraggiamento, e gli dà il permesso di mendicare nel palazzo, promettendogli la sua protezione; e suggerisce che dovrebbe portare il bambino per rafforzare il suo appello ad Agamennone, dopodiché Telefo si siede vicino alla porta del palazzo.
Dopo che nella parodo entra il coro, forse di soldati greci, nel primo episodio entra Menelao, indignato con Agamennone, che probabilmente aveva un ripensamento sulla spedizione; il Coro annuncia l'ingresso di Agamennone (dal palazzo), che conferma e giustifica brevemente il suo atteggiamento, ricordando a suo fratello del rovescio in Misia e la difficoltà di procedere senza guida; la lite tra i due si trasforma rapidamente in un acceso scambio anapestico. A questo punto, Telefo interviene, suggerendo che i Troiani non siano del tutto da biasimare; questo è un suggerimento scioccante, e Agamennone lo rimprovera. Ma Telefo insiste nella sua difesa dei Troiani - anche se deve appoggiare la testa su un ceppo.
Questo è ancora più scioccante di quanto il pubblico si aspettasse e causa indignazioneː il Coro (o Menelao, forse?) commenta in modo sprezzante i suoi sofismi audaci; e c'è indignazione generale. Anche Agamennone, sebbene abbia delle riserve sulla continuazione della guerra, risente di quanto detto - e da un mendicante -, cioè che i Greci sono tanto da biasimare quanto i Troiani. Il disaccordo tra i due fratelli viene temporaneamente dimenticato mentre si uniscono nell'avvertire lo straniero di controllare le sue parole; i due escono, lasciando Telefo da solo sul palco.
Nel secondo episodio, entra Ulisse, dicendo che ha notizie per Agamennone, che entra anche lui, mentre Ulisse spiega di aver sentito dire che Telefo si è infiltrato nella città sotto mentite spoglie; viene ordinata una ricerca approfondita, riportando tutto ad Agamennone; il Coro considera il modo migliore di condurre la ricerca. Si tratta, per Telefo, di uno sviluppo allarmante, e si azzarda a suggerire una visione meno sfavorevole di lui stesso. Con questo intervento, Telefo si limita a richiamare l'attenzione su di sé, ma Ulisse lo interroga sulla sua conoscenza di Telefo, e prova a stabilire la sua identità. Con l'innalzarsi delle minacce, Telefo confessa che ha la protezione di Clitennestra, dopodiché Agamennone e Ulisse escono (entrambi nel palazzo), lasciandolo sotto l'occhio vigile del Coro.
Nel terzo episodio, Clitennestra ritorna con la balia e il bambino, mentre Agamennone entra dal palazzo per incontrarla e dice che sembra aver preso un uomo cattivo sotto la sua protezione e che lo hanno interrogato, ma non sono stati in grado di stabilire la sua identità. Ella spiega quello che sa, ma questo è insufficiente per scongiurare l'ira di Agamennone. Improvvisamente Telefo strappa
Oreste dalla balia e corre all'altare, minacciando di uccidere il bambino; Clitennestra urla di orrore e il Coro canta, in versi docmiaci agitati. Agamennone lo minaccia, ma Telefo si ribella, affermando il suo odio per il figlio di un tale padre, sicché Agamennone è costretto ad ascoltarne le richieste: l'eroe rivela la sua identità e spiega perché è venuto; seguono le trattative. I dettagli sono oscuri, forse Agamennone si offre di aiutare Telefo se guiderà la spedizione a Troia, e Telefo, nonostante la sua riluttanza a tradire il suocero, è d'accordo. Ma c'è una difficoltà sull'oracolo circa la sua guarigione, che è da riferire a Ulisse; Telefo, Agamennone e Clitennestra entrano nel palazzo per parlarci.
Dopo il III Stasimo, in cui il Coro riflette sulle esperienze di Telefo, concludendo con l'accordo appena raggiunto, nel IV episodio entra Achille, che saluta Ulisse mentre lascia il palazzo con Telefo, al che Ulisse cerca di dire ad Achille perché il suo arrivo è opportuno, ma Achille è troppo impaziente di ciò che considera inutile attardarsi ad ascoltare. Alla fine Ulisse riesce a spiegare la situazione, ma Achille è furioso alla prospettiva di dover seguire uno straniero come guida, mentre Ulisse cerca di trattenerlo e Telefo stesso fa appello ad Achille, affinché non sia ostinatoː egli è greco e, nonostante le apparenze, nobile. Achille cede, ma è perplesso riguardo all'oracolo e Ulisse gli spiega cosa bisogna fare, dopodiché i tre entrano nel palazzo.
Nell'esodo Telefo, guarito, rientra dal palazzo, accompagnato da Achille e Ulisse o Agamennone, e si allontanano, seguiti dal Coro, in viaggio per lanciare la flotta contro Troia.